# Cliff Matthews
Cliff Matthews (Cheraw, 5 agosto 1989) è un giocatore di football americano statunitense che gioca nel ruolo di defensive end per gli Atlanta Falcons della National Football League (NFL). Fu scelto nel corso del settimo giro (230º assoluto) del Draft NFL 2011 dai Falcons. Al college ha giocato a football alla University of South Carolina.

## Carriera professionistica

### Atlanta Falcons
Matthews fu scelto dagli Atlanta Falcons nel corso del settimo giro del Draft 2011. A causa di un infortunio subito nella pre-stagione, perse tutta la sua annata da rookie. Debuttò come professionista nella settimana 1 della stagione 2012 contro i Kansas City Chiefs mettendo a segno un tackle. La sua stagione regolare si concluse con 10 presenze (nessuna come titolare) e 6 tackle. Matthews disputò anche le due gare di playoff dei Falcons nel 2012 contro Seattle Seahawks e San Francisco 49ers.
Il 24 febbraio 2015, Matthews rifirmò con i Falcons un contratto biennale per un totale di 1,5 milioni di dollari.

## Palmarès

### Franchigia
- National Football Conference Championship: 1

Atlanta Falcons: 2016

## Statistiche
| Partite totali      | 32  |
| Partite da titolare | 0   |
| Tackle              | 28  |
| Sack                | 0,0 |
| Intercetti          | 0   |

Statistiche aggiornate alla stagione 2014